# Бердыгулов, Нуркасым
Нуркасым Бердыгулов (каз. Нұрқасым Бердіғұлов; 1899 год аул № 2, Жантуская волость, Верненский уезд, Семиреченская область — ?) — первый секретарь Иргизского районного комитета Компартии (большевиков) Казахстана, Актюбинской области, Казахская ССР. Герой Социалистического Труда (1948).

## Биография
Нуркасым Бердыгулов родился в 1905 году в Жантуской волости Верненского уезда Семиреченской области в семье крестьян-бедняков. Казах по национальности.
После смерти родителей в 1913 году он и его братья остались сиротами. С 1914 по 1927 год вместе с братьями работал пастухом у местных баев.
В 1927 году окончил шестимесячные курсы батраков в Алма-Ате, после чего был назначен первым секретарем Узункаргалинского волостного комитета комсомола.
В 1928 году поступил в шестимесячную Совпартшколу в Алма-Ате, окончив которую, работал первым секретарем районных комитетов комсомола в Джамбульском и Энбекши-Казахском районах.
С 1931 по 1932 год обучался в коммунистическом вузе при Казрайкоме ВКП(б). После болезни в 1932—1933 годах продолжил партийную деятельность: работал инструктором Казкрайкома комсомола, а затем помощником начальника политотдела Махачинской машинно-тракторной станции (МТС) по комсомолу.
В 1938 году был избран вторым секретарем Павлодарского горкома партии, а затем первым секретарем Баянаульского райкома КП(б) Казахстана.
В 1943 году стал секретарем Павлодарского обкома КП(б)К по животноводству, затем возглавлял райкомы партии в Урлютюбинском и Михайловском районах.
С 1945 по 1952 год занимал пост первого секретаря Иргизского райкома партии, а затем работал первым секретарем Уилского райкома КП(б)К.
В 1950 году заочно окончил исторический факультет Учительского института им. Байганина.
В последнее время работал начальником Жилянской нефтеразведки Актюбинской области.

### Общественная деятельность
Избирался депутатом областных и районных Советов депутатов трудящихся.

## Награды
За выдающиеся достижения в развитии сельского хозяйства и партийную деятельность Нуркасым Бердыгулов был удостоен ряда наград:
- Орден Ленина,
- Орден Трудового Красного Знамени,
- Орден «Знак Почёта»,
- Медаль «За доблестный труд»,
- Почётные грамоты Верховного Совета Казахской ССР.
- Награждён значком «ХУ-лет Казахстана» и именными золотыми часами.

Указом Президиума Верховного Совета СССР от 23 июля 1948 года «за получение высокой продуктивности животноводства в 1947 году» удостоен звания Героя Социалистического Труда с вручением ордена Ленина и золотой медали «Серп и Молот».

## Семья
Один брат Нуркасыма Бердыгулова умер в 1933 году, другой брат работал рабочим на станции Чемолган Турксиба.
Жена — Буланбаева Копен (1920 года рождения), из семьи колхозника, член партии. Подсудимых и репрессированных родственников нет. Сыновья: Иргизбай (род. 1948) и Иргизбек (род. 1950).

## Память
В честь Нуркасыма Бердыгулова названа улица в селе Иргиз Иргизского района Казахстана.